# 歐洲帕拉錦標賽
歐洲帕拉錦標賽是一項綜合運動會，由來自歐洲國家的帕拉運動員參加。歐洲帕拉錦標賽每四年舉辦一次，而且要在殘奧會的前一年舉辦。第一屆歐洲帕拉錦標賽於2023年舉行。